# Marcel Légaut
Marcel Légaut (París, 1900 – Avinyó, 1990) fou doctor en matemàtiques i ensenyà com a catedràtic a diverses facultats. El 1940, impactat per la ràpida derrota de França i conscient d'algunes mancances fonamentals en la seva vida, començà una vida mixta de professor i de pagès, fins que, tres anys més tard, abandonà definitivament la universitat, deixà els llibres, i decidí viure, en endavant, com a pastor d'alta muntanya. Vint anys després d'aquest descens sense retorn en l'escala social, Légaut emprengué una reflexió a fons sobre la condició i l'existència de l'home, reflexió que recollí a Introduction à l'intelligence du passé et de l'avenir du christianisme (1970) i a L'homme à la recherche de son humanité (1971). Légaut examinà el fracàs de les Esglésies i els oferí algunes intuïcions per sortir de la seva crisi actual. Casat i pare de sis fills, Légaut fou autor de vint llibres. Entre 1975 i 1990 va fer set visites a Barcelona per participar en trobades de lectura i aprofundiment dels seus textos.